# Jennifer Thompson
Jennifer Thompson (verheiratete Jarman; * 30. März 1938 in Eltham) ist eine ehemalige neuseeländische Diskuswerferin und Kugelstoßerin.
Bei den British Empire and Commonwealth Games 1958 in Cardiff gewann sie Silber im Diskuswurf und wurde Fünfte im Kugelstoßen.
1960 schied sie beim Diskuswurf der Olympischen Spiele in Rom in der Qualifikation aus.
Im selben Jahr wurde sie mit ihrer persönlichen Bestleistung von 52,23 m Neuseeländische Meisterin im Diskuswurf.